# Erzjanski jezik
Erzjanski ili  erzjamordvinski jezik je jezik, koji se govori u Rusiji, uglavnom u Republici Mordoviji i u susjednim regijama Rusije te u bivšim zemljama SSSR-a, gdje žive pripadnici etničke skupine Mordvina. 
Govori ga oko oko 260.000 ljudi. Pripada mordvinskim jezicima s jezikom mokša. Ta dva jezika vrlo su povezana i slična, ali se ipak razlikuju po fonetici, morfologiji i rječniku.
Erzjanski jezik piše se ćirilicom, bez ikakvih izmjena inačica koje koristi ruski jezik. U Mordovijskoj Republici, erzjanski jezik je službeni jezik, s mokškom i ruskim.

## Vanjske poveznice
- O erzjanskome jeziku.